# پنومبرا: آمرزش‌خوانی
پنومبرا: آمرزش‌خوانی (انگلیسی: Penumbra: Requiem) یک بازی ویدئویی در سبک وحشت روان‌شناختی است که توسط پارادوکس اینتراکتیو و در سال ۲۰۰۸ و در پلت‌فرم‌های لینوکس، مایکروسافت ویندوز، و مک‌اواس منتشر شده‌است.